# Конвой Кваджелейн – Трук (05.05.43 – 09.05.43)
Конвой Кваджелейн — Трук (05.05.43 — 09.05.43) — японський конвой часів Другої світової війни, проведення якого відбувалось у травні 1943-го.
Вихідним пунктом конвою був атол Кваджелейн, на якому була головна японська база на Маршаллових островах. Пунктом призначення став атол Трук у центральній частині Каролінських островів, де ще до війни створили головну базу японського ВМФ у Океанії, звідки до лютого 1944-го провадились операції в цілому ряді архіпелагів.
До складу конвою увійшли транспорти «Фуджікава-Мару», «Чіхая-Мару» (Chihaya Maru) та «Хакусан-Мару», а також мінний загороджувач «Токіва». Охорону первісно забезпечували мисливець за підводними човнами CH-32 та переобладнані мисливці за підводними човнами «Шонан-Мару № 3» і «Шонан-Мару № 6».
5 травня 1943-го загін полишив Кваджелейн та попрямував на захід. Тієї ж доби після проходження початкової ділянки «Шонан-Мару № 3» полишив конвой. 7 травня те саме зробив і «Шонан-Мару № 3».
Хоча поблизу Труку традиційно діяли американські підводні човни, проходження конвою в підсумку пройшло без інцидентів і 9 травня він прибув до пункту призначення.